# Grid gerencial
Grid Gerencial ou Managerial Grid Model,  conhecido também como grid da liderança, é um quadro que demonstra as possíveis ações de um líder de acordo com a suas preocupações com tarefas, classificadas em dois grandes blocos voltados “às pessoas” e “à produção”. O quadro transmite a motivação de acordo com graus de interesse por pessoas ou por produção (realização de tarefas). Sendo que a motivação pode ser por ambos ou por nenhum dos dois. É uma teoria muito utilizada como referência para diversos estudos nacionais e internacionais sobre liderança. 
Criado por Robert R. Blake e Jane Mouton em 1964, a Grade Gerencial traz diferentes variações e combinações de estilos de liderança, com um intuito de ser um guia para as ações administrativas, seus criadores propõem uma representação gráfica de visão bidimensional dos estilos de lideranças. 
- Preocupação com as Pessoas:

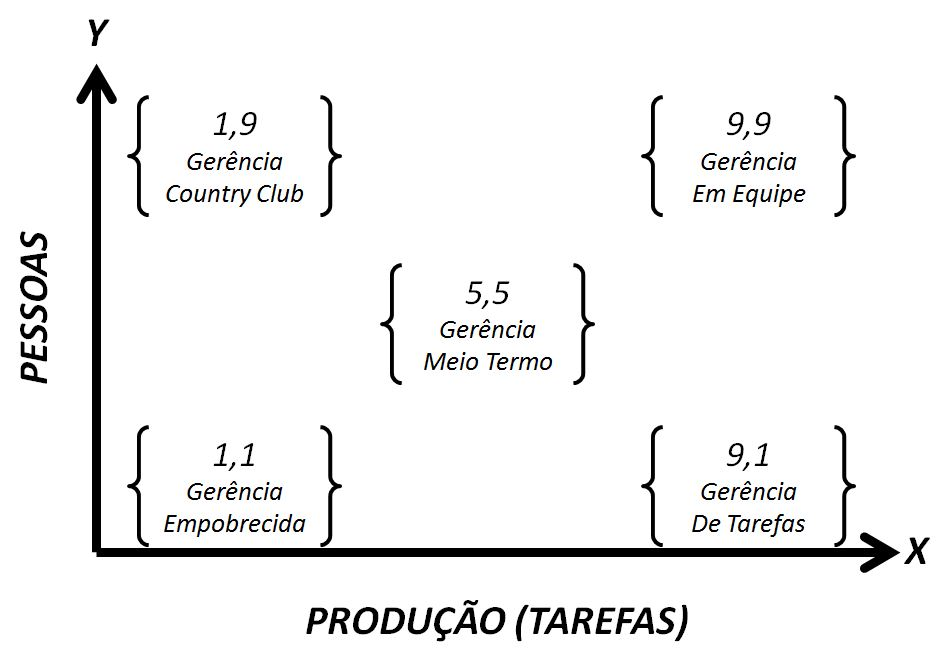
Criado por Robert R. Blake e Jane Mouton em 1964, a Grade Gerencial traz diferentes variações e combinações de estilos de liderança.

Este é o grau em que um líder considera as necessidades, interesses e áreas de desenvolvimento pessoal dos membros da equipe ao decidir a melhor maneira de realizar uma tarefa.
- Preocupação pelos Resultados (Produção):

É o grau em que um líder enfatiza objetivos concretos, eficiência organizacional e alta produtividade ao decidir a melhor forma de realizar uma tarefa.
As orientações para produção e para pessoas podem ser expressas de diferentes maneiras, dependendo do contexto específico ao qual estiverem relacionadas. O Grid gerencial mostra estas duas orientações e o conjunto das combinações possíveis entre elas através de uma matriz cujo eixo horizontal se refere à produção, enquanto o eixo vertical às pessoas. Ambos os fatores são representados numa escala crescente de I a IX. Os autores identificam cinco estilos básicos de chefia, denominados de teorias "puras", e analisam suas principais características. Na imagem ao lado é possível encontrar o Grid Gerencial.

## Estilos de Liderança do Grid Gerencial
| * 9,1 - Gerência de Tarefas      | Verifica-se forte orientação para a produção e fraca orientação para as pessoas. A preocupação do gerente com os objetivos da organização tende a ser alta. enquanto que os objetivos dos subordinados são bastante ignorados como fator de relevância. Pouca atenção é dada a tópicos como conflito, criatividade e motivação. A base de controle deste estilo é o poder hierárquico em que uns exercem autoridade e os demais obedecem. |
| * 1,9 - Gerência de Country Club | É caracterizado por fraca orientação para a produção e forte orientação para as pessoas. As atitudes e os sentimentos das pessoas são essenciais. O gerente oferece compreensão, aceitação e entendimento; sua principal característica é auxiliar. O conflito é encoberto, pois o chefe está preocupado com sua própria aceitação, e tenta, por todos os meios manter a concordância entre todos. Grande ênfase é dada ao crescimento individual. |
| * 1,1 - Gerência Empobrecida     | Há uma fraca orientação tanto para as pessoas como para a produção. O gerente assume responsabilidade de maneira superficial, atribuindo tarefas a seus subordinados sem a preocupação de auxiliá-los ou orientá-los. Caracteriza-se por não tomar a iniciativa de passar ou transmitir informações; atua sem envolvimento, de modo mecânico, formal e rotineiro. Exerce uma influência mínima em seus contatos.Onde só se limita a transmitir ordens e recados de seus superiores. Muitas vezes transfere culpas e responsabilidades aos outros, embora poucas vezes tome as iniciativas de crítica, visando evitar, ao máximo, o surgimento de problemas. |
| * 5,5 - Gerência de Meio Termo   | Representa uma orientação intermediária para a produção, conjugada a uma orientação moderada para as pessoas. Pressupõe conflito entre os objetivos organizacionais de produção e as necessidades individuais, mas parte do pressuposto de que as pessoas são práticas e têm consciência de que algum esforço precisa ser feito no trabalho. Tanto o sistema formal como o informal são utilizados com o objetivo de manter as pessoas cientes da situação. O gerente comunica-se livremente com seus subordinados. A moral é considerado importante. |
| * 9,9 - Gerência em Equipes      | É caracterizado por uma forte orientação tanto para a produção como para as pessoas. A diferença, em relação aos outros estilos gerenciais, é a não aceitação do conflito permanente entre os objetivos de produção da organização e as necessidades das pessoas. O objetivo básico deste estilo de gerência é favorecer as condições que integrem criatividade, alta produtividade e moral mediante a ação conjunta, em equipe. O dirigente 9.9 tem como suas responsabilidades as providências para que planejamento, direção e controle sejam realizados perfeitamente. A comunicação é aberta. Quanto aos conflitos, são encarados tanto como impedimentos à realização das metas organizacionais, quanto como estimuladores da inovação, da criatividade e da elaboração de novas ideias que podem contribuir para o crescimento da organização. |

## Origem
A origem foi o desenrolar de idéias que levou a complementação de concepções contidas nos estudos da Ohio State, os quais demonstraram, com bastante clareza, que existem duas dimensões fundamentais no comportamento dos líderes nas organizações empresariais. A primeira é a consideração com os subordinados, isto é, um comportamento cuja principal preocupação está vinculada com os empregados. A segunda está relacionada com a estruturação da organização, especialmente no que se refere à realização das tarefas.
A primeira dimensão procura avaliar o grau em que o líder se preocupa com o bem-estar, o conforto e a segurança de seus liderados. A segunda está relacionada com a estruturação da organização, especialmente no que se refere à realização das tarefas. A primeira dimensão procura avaliar o grau em que o líder se preocupa com o bem-estar, o conforto e a segurança de seus liderados. A segunda dimensão está mais voltada para o grau pelo qual o líder define seu próprio papel e sinaliza aos subordinados o que se espera que eles façam, isto é, está mais relacionada com a realização das tarefas da organização. Ao contrário daqueles que defendem a “humanística” da liderança, isto é, aqueles da escola de relações humanas, ou daqueles da escola clássica que se inclinam por um tratamento mais voltado para a obtenção do produto, Blake e Mouton enfatizam que o treinamento em uma única dimensão – ou centrada apenas nos empregados, ou apenas nas tarefas – não é suficiente para desenvolver administradores eficientes.
Os administradores devem ser treinados para que ambas as dimensões sejam contempladas. Superando a concepção da Ohio State, que é apenas descritiva das várias formas de liderança, a concepção de Blake e Mouton recomenda formas de treinamento de gerentes, para que os mesmos sejam capacitados a passar de níveis inferiores de liderança a níveis superiores. Na medida em que um líder ou um gerente é localizado (ou se autolocaliza) no grid, técnicas selecionadas de treinamento podem fazer com que ele se mova da posição em que está para as posições 5.5 ou 9.9, isto é, para aquela considerada mais equilibrada (a 5.5) e a mais avançada (a 9.9). 

## Críticas ao Modelo
Nenhum estilo de liderança é melhor para todas as situações, mas é útil entender qual é a sua abordagem natural, para que você possa desenvolver habilidades que possa estar perdendo. Não é prudente negligenciar tarefas ou pessoas. Mas, igualmente, um compromisso entre as duas abordagens provavelmente resultará apenas no desempenho médio da equipe, porque você não atende às necessidades das pessoas nem inspira um excelente desempenho.
Apesar de todas as especificações citadas o Grid Gerencial não mostra resultados produzidos, mas sim os fatores dominantes do pensamento de um lider com relação a obter resultados, oferecendo uma estrutura melhor para conceituar estilos de liderança do que para apresentar qualquer informação nova, tangível, para esclarecer o dilema da liderança, visto que há pouca evidencia substancial que apoie a conclusão de que o estilo 9.9 seja mais eficaz em todas as situações. Teorias de liderança mudaram um pouco desde que Blake e Mouton propuseram seu modelo meio século atrás. Em particular, o contexto em que ocorre a liderança é visto como um importante impulsionador do estilo de liderança . E em muitas situações, o gerente da equipe como um ideal mudou para o "Líder Transformacional".  Portanto, use a Grade gerencial como um modelo útil para identificar seu estilo de liderança básico, mas não a trate como uma "verdade absoluta".